# Lidio García Turbay
Lidio Arturo García Turbay (El Carmen de Bolívar, 10 de febrero de 1971) es un comunicador social, cantante y político colombiano. Se desempeñó como representante a la Cámara entre 2006 y 2010, fue vicepresidente de dicha corporación entre el 20 de julio de 2008 y el 20 de julio de 2009 y aspiró fallidamente al Senado de la República de Colombia en las elecciones de 2010. Ingresó al Senado el 4 de noviembre de 2010 en reemplazo de la destituida Piedad Córdoba. 
Fue elegido senador para el periodo 2022 - 2026 con la votación más alta de su partido. Ostenta el cargo de Presidente del Senado de la República en dos periodos no consecutivos entre 2019-2020 y 2025-2026.

## Trayectoria

### Carrera musical
Lidio García inició su carrera musical en 1992 como aficionado e interpretando distintos géneros tropicales, grabando su primer álbum con el grupo "El nene y los traviesos" en 1994. Desde 1998 se dedicó a la música vallenata, grabando varios álbumes con el acordeonero "Negro" Villa, hasta que en 2003 se asocia con Rubén Lanao, formando el grupo "Lidio y Rubén", que ya cuenta con tres trabajos discográficos. Su carrera musical nunca pudo despegar en grandes ventas discográficas.[cita requerida]

### Carrera política
A la par con su carrera musical, en 1994 fue elegido concejal de El Carmen, a nombre del Partido Liberal y en 1997 logró un escaño en la Asamblea Departamental de Bolívar, siendo reelecto en 2000 y 2003; en 2005 renuncia a su acta de diputado para postularse a la Cámara de Representantes en las elecciones legislativas de 2006, siendo elegido para el periodo 2006-2010 con 20.979 votos. Durante esta legislatura formó parte de la Comisión Segunda, encargada de los temas de defensa, seguridad y relaciones internacionales. El 20 de julio de 2008 fue elegido Segundo Vicepresidente de la corporación donde se destacó en sus intentos por fortalecer su imagen para poder aspirar al Senado.
En el año 2008 con el ascenso al poder de Joaco Berrio, como gobernador del departamento de Bolívar y su matrimonio con Paola Turbay Haddad, prima de Lidio García, se intentó trenzar una alianza política, con el propósito de postular el nombre de Lidio García al Senado y Paola Turbay Haddads a la Cámara de Representantes, pero esta alianza encontró un fuerte revés cuando Joaco Berrio fue destituido e inhabilitado por 18 años para ejercer de cargos públicos por parte de la Procuraduría General de la Nación. Pese a esto Lidio García, aspiró al Senado por el Partido Liberal, teniendo como fórmula a la Cámara a Luis Fanor Verbel. Ambos candidatos resultaron derrotados en las elecciones legislativas de 2010, García obtuvo 35.778 votos que no le permitieron acceder a una curul en el Senado. El 4 de noviembre de 2010 se posesionó como senador de la República en reemplazo de la destituida Piedad Córdoba.